# The Hard Word
Pour plus de détails, voir Fiche technique et Distribution.
The Hard Word ou Twentyman au Québec est un film policier australien écrit et réalisé par Scott Roberts (en) en 2002. Produit par Al Clark, le film a été tourné en anglais en Australie pour y être diffusé le 30 juin 2002 et est sorti directement en vidéo le 10 mars 2010 en France.
Le film raconte l’histoire de Dale, l'ainé des frères, joué par l'acteur australien Guy Pearce et de Carole, sa femme, joué par l'actrice Rachel Griffiths. Devant sortir après deux ans en liberté conditionnel, les frères acceptent un contrat pour braquer un million de dollars en ayant pour alibi : la prison.

## Synopsis
Les trois frères Twentyman, Dale, Mal et Shane, endurcis par l'expérience et leurs liens serrés de sang, sont spécialisés dans le braquage de banques à main armée sans jamais tuer de victime.
Les trois frères se font prendre par la police et se retrouvent derrière les barreaux pour vingt ans. Devant sortir après deux ans en liberté conditionnel, Franck, l’avocat véreux, et le directeur corrompu de la prison, persuadent les trois frères de braquer un fabuleux magot, avec l’alibi d’être encore sous les verrous. Après avoir rendu le million à Franck, leurs traces ADN sont repérées sur le lieu du braquage les obligeant à rester en prison. Dale pense que Franck les a entubés et que sa femme Carole couche avec lui.
Face à la trahison de Franck, les trois frères sont contraints de réaliser un dernier coup lors de la course de chevaux à Melbourne. Franck a l'intention de s’enrichir tout en se débarrassant des frères. Franck oblige les trois frères à travailler avec un complice qui tue plusieurs gardes. Les trois frères gardent le butin, et le cache dans un restaurant sur la route, mais pendant une dispute une petite note parvient à Frank qui trouve l'argent. Franck récupère le butin ainsi que Carole.
Six mois plus tard, les trois frères ont ouvert un restaurant exploité conjointement par la vente de spécialités faites maison. Frank et Carole viennent visiter le restaurant. Carole tire sur Frank qui meurt et rend l’argent aux frères qu'ils ont volés.

## Fiche technique
- Titre original et français : The Hard Word
- Titre australien : Blood and Guts
- Titre québécois : Twentyman
- Réalisation : Scott Roberts (en)
- Scénario : Scott Roberts (en)
- Photographie : Brian J. Breheny
- Musique : David Thrussell (en)
- Production : Al Clark
- Pays d'origine :  Australie
- Langue originale : anglais
- Format : couleur - 35 mm - 1,85:1 - son Dolby Digital
- Durée : 112 minutes
- Dates de diffusion : 
  - Australie Blood and Guts : 30 mai 2002
  - France : 10 mars 2010

## Distribution
- Guy Pearce (VF : Gérard Rouzier) : Dale Twentyman, le frère ainé
- Joel Edgerton (VF : Frédéric Popovic) : Shane Twentyman, musclor
- Damien Richardson (en) : Mal Twentyman, le boucher
- Rachel Griffiths : Carole, la femme de Dale
- Robert Taylor (VF : Jérôme Keen) : Frank, l'avocat
- Rhondda Findleton (en) (VF : Juliette Degenne) : Jane, la psy
- Kate Atkinson : Pamela
- Vince Colosimo (en) : Kelly
- Paul Sonkkila (en) : O'Riordan
- Kym Gyngell (en) : Paul
- Dorian Nkono : Tarzan
- Stephen Whittaker (en) : Rawson
- Torquil Neilson (en) : Mick
- Don Bridges : Doug

## Lieux du tournage
Le tournage a eu lieu tourné à Melbourne (Victoria) et Sydney (New South Wales) en Australie. Le tournage a débuté le 30 juillet 2001 et a pris fin le 22 septembre 2001.

## Réception critique
Le film est un remake de Great Bookie Robbery (en) (1976) avec un certain nombre de variations. Il a rapporté 2 957 456 Dollars australiens au box-office en australien,.

## Bande originale
David Thrussell (en) a composé la musique de film publié en 2000 en tant que bande son qui contient 18 chansons :
| Nr. | Titel                    |
| --- | ------------------------ |
| 1.  | Opening theme            |
| 2.  | The brothers at rest     |
| 3.  | The brothers in prison   |
| 4.  | The welch job            |
| 5.  | No one gets hurt         |
| 6.  | Motherly love            |
| 7.  | Working on a dream       |
| 8.  | The golden boys          |
| 9.  | Horses are on the track  |
| 10. | The big heist            |
| 11. | Through the glass bridge |
| 12. | Adventures in a big cow  |
| 13. | The odd rort             |
| 14. | The rickety house        |
| 15. | Death by lava lamp       |
| 16. | The last job             |
| 17. | The big kiss             |
| 18. | End theme                |

## Nominations et récompenses
- Australian Recording Industry Association Music Awards 2002 : prix du « Meilleur album de bande-son original »

- Australian Film Institute 2002 : (Nommé)
  - Meilleur acteur dans un second rôle pour Joel Edgerton
  - Meilleure actrice dans un rôle principal pour Rachel Griffiths

- Australian Screen Sound Guild (en) 2002 : (Nommé) 
  - Meilleure performance de musique pour un long métrage - Effets montage
  - Meilleure performance de musique pour un long métrage - Foley enregistrement et montage
  - Meilleure performance de musique pour un long métrage - Mixage
  - Bande-son de l'année

- Film Critics Circle of Australia 2002 : (Nommé)
  - Meilleur acteur pour Guy Pearce
  - Meilleur montage
  - Meilleure musique de film
  - Meilleur espoir pour Joel Edgerton

- Inside Film Awards 2002 : (Nommé) Meilleure bande-son